# Wirral
The Wirral je poloostrov v severozápadní Anglii, dlouhý 24 km a široký 11 km. Na západě ho estuár řeky Dee odděluje od území Walesu, na východě teče řeka Mersey a na severu leží Irské moře. Jižní část poloostrova náleží k hrabství Cheshire, severní část tvoří metropolitní distrikt v rámci hrabství Merseyside.
Ve východní části Wirralu se nacházejí města Birkenhead, Wallasey a Ellesmere Port, která patří k průmyslové aglomeraci Liverpoolu, s nímž jsou spojena přívozem i tunelem. Západní část má převážně zemědělský charakter. West Kirby je významným přímořským letoviskem, vyhledávaným především vyznavači windsurfingu. Historickou památkou je maják v Leasowe z roku 1763. Ve zdejších lokalitách se natáčel oscarový film Ohnivé vozy. V roce 1973 byl na části poloostrova vyhlášen country park. Wirral nabízí klidný venkovský život v příznivé dojezdové vzdálenosti do velkoměsta.
Název pochází ze staroanglických výrazů wir (vřesna bahenní) a heal (kout). Ve středověku zde vznikla setnina Wirral Hundred. Od devátého století se na poloostrově usazovali Vikingové.
U pobřeží se nachází souostroví Hilbre, na které se dá za odlivu dojít suchou nohou.